# 延姓
延姓是较为罕见的姓氏，相傳中國春秋戰國時期，吴国公子札，受封於延州，其部分后裔續使用延姓。亦有另一延姓族人源自西域，本姓可地延氏，跟隨魏孝文帝进入中原后改用單字的汉姓。

## 姓氏来源